# Coracina newtoni
Coracina newtoni е вид птица от семейство Campephagidae. Видът е критично застрашен от изчезване.

## Разпространение
Видът е разпространен в Реюнион.